# Corynorhynchus annalianae
Corynorhynchus annalianae is een rechtvleugelig insect uit de familie Proscopiidae. De wetenschappelijke naam van deze soort is voor het eerst geldig gepubliceerd in 1981 door Piza.